# El Impulso (Perú)
El Impulso es una localidad peruana ubicada en el distrito de Rinconada-Llícuar, perteneciente a la provincia de Sechura del departamento de Piura, al norte del Perú. 

## Demografía
En 2017 El Impulso tenía una población de 1 habitante.
| Gráfica de evolución demográfica de El Impulso entre 1993 y 2017 |
|                                                                  |
| Fuentes: Población 1993 y 2017                                   |